# くじゅう17サミッツ
くじゅう17サミッツ（くじゅういちななサミッツ）は、くじゅう連山のうち1,700mを超える9座を総称する愛称である。

## 沿革
- 季刊のぼろ 創刊号（2013・夏）[1]にて、「くじゅうLOVE」という特集記事が掲載され、その中で提唱されたのがきっかけである。
- 比較的狭い範囲の9座であることから、健脚であれば9座を1日で走破することも可能であることが見いだされ、1日で9座を回る「1Dayくじゅう  17サミッツ」にチャレンジするものもみられる。「1Dayくじゅう17サミッツ」を略して「17サミッツ（いちななさみっつ）」と表現されることもある。
- くじゅう17サミッツをすべて登頂したものを、「くじゅう17サミッター」と呼ぶことがある。

## 構成
- 中岳 (1,791m) - 九州本土最高峰
- 久住山 (1,786.5m)
- 大船山 (1,786.2m)
- 天狗ケ城(1,780m)
- 稲星山 (1,774m)
- 星生山 (1,762m)
- 三俣山 (1,744.7m)
- 白口岳(1,720m)
- 北大船山 (1,706m)

## 備考
- 三俣山にはピークが4つあり、そのうち1,700mを超えるのは、本峰（1,744.7m）、南峰（1,743m）の2峰である。